# Jan Berka
Jan (Johann, Johannes) Berka (20. července 1759, Kamenná u Příbrami – 7. července 1838, Praha) byl pražský mědirytec, grafik a kreslíř.

## Život
Jan Berka se nejprve vyučil hudbě a kreslení. Byl zpěvákem v kostelním sboru a zároveň studoval humanitní obory. Teprve poté, když ztratil hlas, vyučil se mědirytcem v dílně bratrů Salzerů a spolupracoval také se členy rodiny Balzerů. Pracoval pro dvorního knihtiskaře Jana Ferdinanda ze Schönfeldu a později také pro vdovu Kateřinu Balzerovou. Již po roce 1790 měl vlastní mědiryteckou dílnu. 
Jeho bratr Anton Berka (1786–1838) byl rovněž mědirytcem a později vydavatelem hudebnin ve Vídni. Roku 1813 převzal nakladatelství Elisabeth Otto & Comp., a pod značkou Berka, Anton & Comp ho provozoval až do roku 1834.

### Rodinný život
Dne 22. listopadu 1785 se v Praze oženil s Josefou Želízkovou (Zielizkin).
Byl třikrát ženat a jeho dcera ze třetího manželství s manželkou Marií, Louisa Berková (1811–1877) byla pražskou malířkou podobizen. Její sestry Karolina a Aloisie se narodily 1812 a 1814.

## Dílo
Jan Berka je znám jako autor 12 mědirytů podle krajin Norberta Grunda. Kromě toho byl autorem četných vignet, titulních listů, pohlednic a ilustrací. Je autorem portrétů prince Egona von Fürstemberg , Händela , hraběnky Clam-Gallas, Josefa Dobrovského, Franze hraběte von Sternberg Baca, Giacomo Casanovy. Ilustroval české vydání Iliady z roku 1802. Byl autorem plánů kostela a interiéru strahovské knihovny. Soubor jeho map le Loca Terrae Sanctae quorum fit mentio in Evangeliis (Kartografie svatých míst uváděných v Evangeliích) vydaný v Praze kolem roku 1790 je uchováván v Národní knihovně v Izraeli. Vyryl také celou řadu notových příloh do knih a též několik obálek hudebnin.
Pro slavnostní premiéru Mozartovy opery Don Giovanni vytiskl libreto Lorenza da Ponte, zobrazoval Prahu Mozartovy doby, celkem ilustroval na 200 knih.
Podle Jana T. Štefana byl Jan Berka na přelomu 18. a 19. století nejplodnějším ilustrátorem.

## Galerie

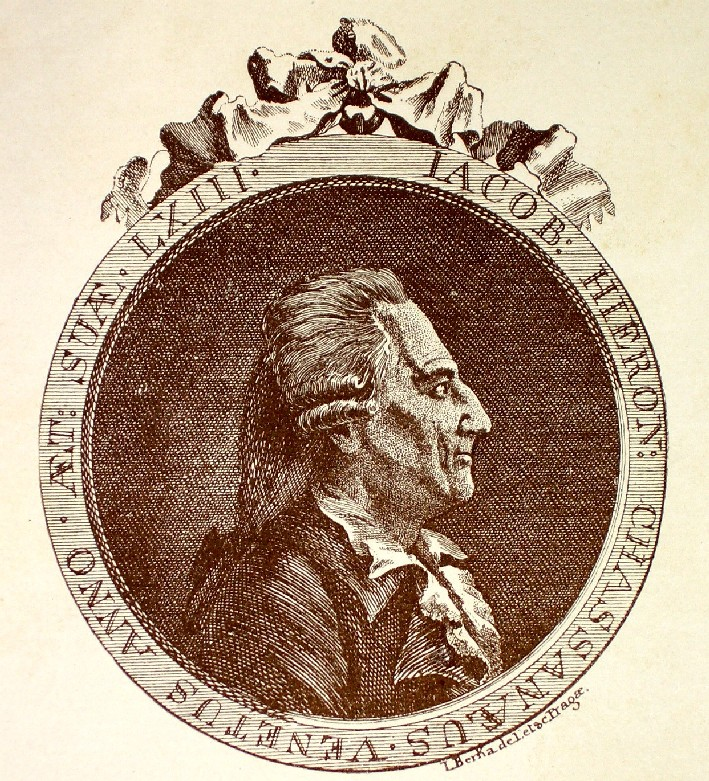
Giacomo Casanova (1788)
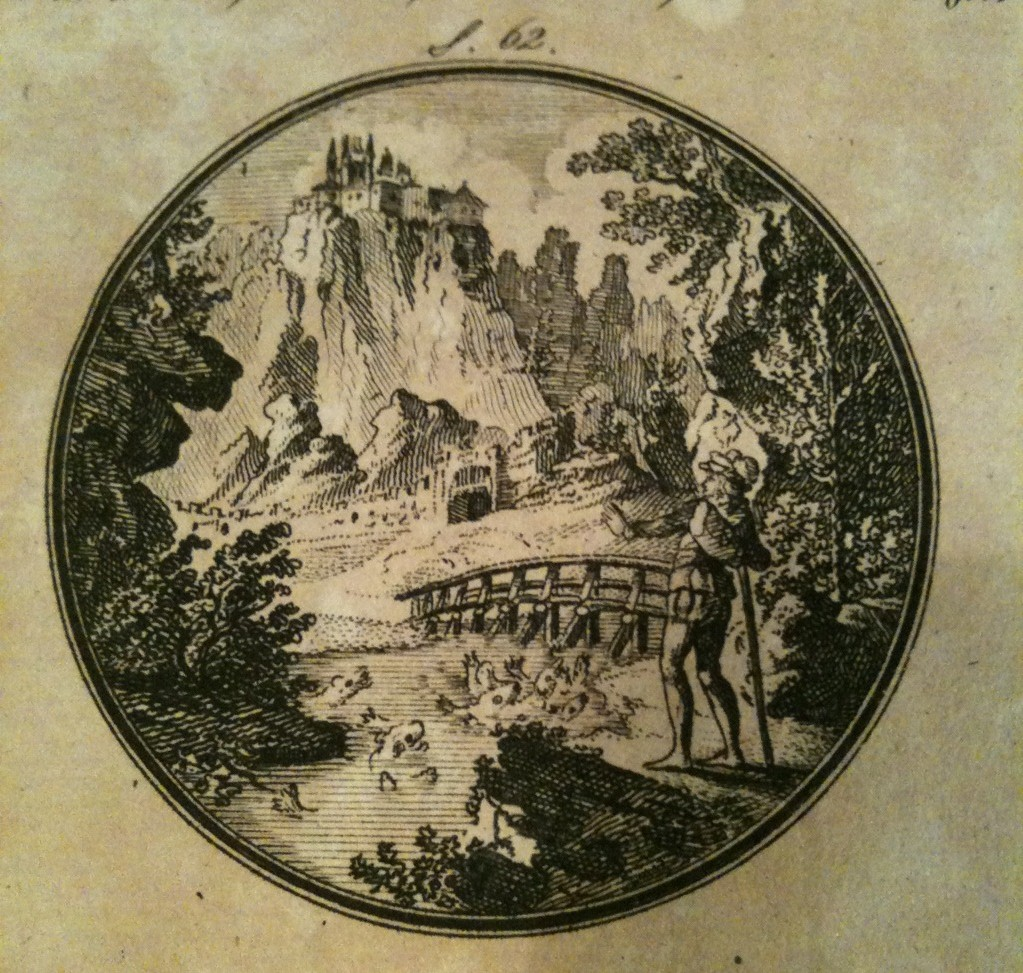
Rýbrcoul (Krakonoš)[10] (1796)
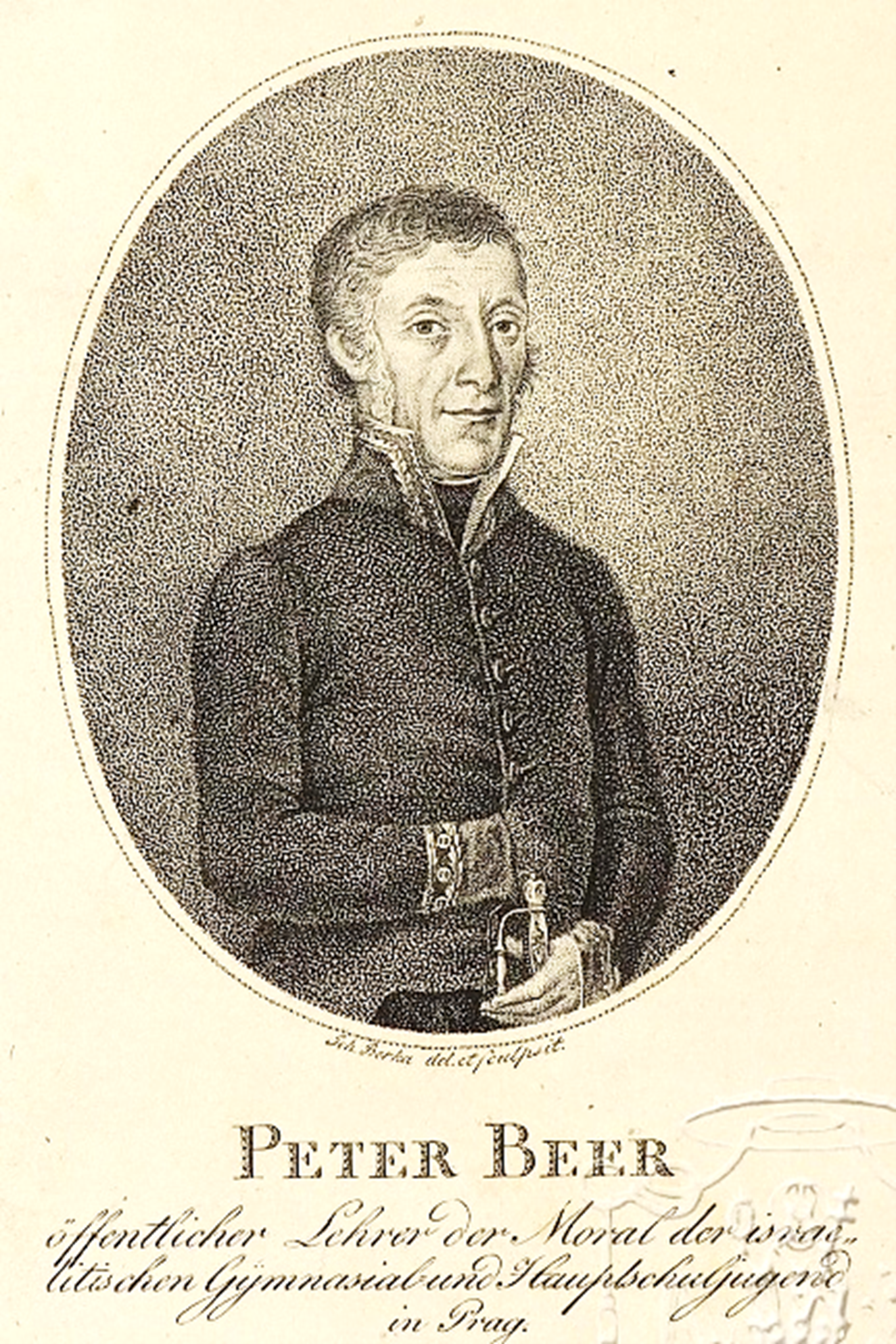
Pražský učitel Peter Beer (1758-1838)
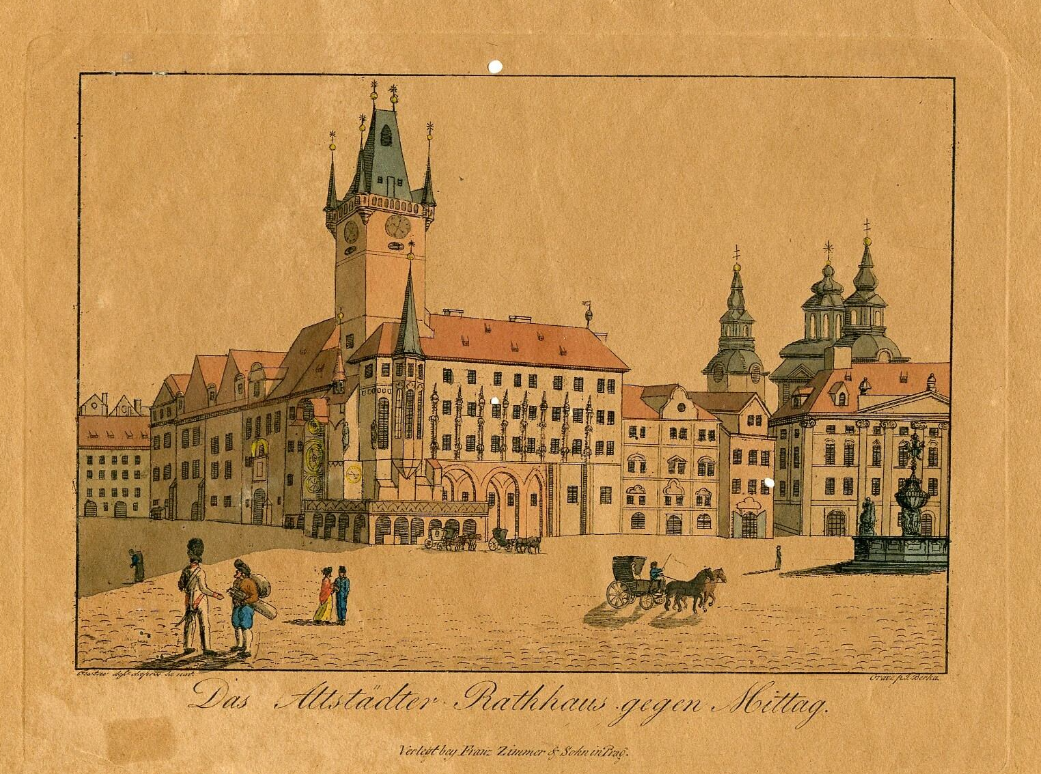
Staroměstské náměstí s radnicí v poledne (1820–1830)